# 英博夏尔控股
英博夏尔控股股份有限公司（BPP Holdings），太陽神教育集團旗下公司，總部位於英國倫敦，屬於一家牟利教育集團，也就是曾在倫敦證券交易所上市，以及富時250指數成份股。
旗下敏德保利文活華德五世學院等若干牟利教育機構。1976年由三家英國商人創立。在1987年於倫敦證券交易所上市。
值得一提是在2009年，被太陽神教育集團，以及凱雷集團收購本集團股份，也是最大收購案例，成為旗下公司。